# Nola limona
Nola limona är en fjärilsart som beskrevs av William Schaus 1921. Nola limona ingår i släktet Nola och familjen trågspinnare. Inga underarter finns listade i Catalogue of Life.